# Rein Zwart Bokaal
De Rein Zwart Bokaal is een schaatsmarathon ter nagedachtenis aan Rein Zwart die in 2022 overleed.  Vanaf het schaatsjaar 2022/2023 vind deze wedstrijd plaats in Thialf, Heerenveen. De eerste editie was de benaming van de schaatswedstrijd Rein Zwart Memorial, met ingang van het schaatsjaar 2023/2024 heet het de Rein Zwart Bokaal.

## Erelijst mannen
| # | Jaar      | Winnaar           | Tweede       | Derde              |
| - | --------- | ----------------- | ------------ | ------------------ |
| 1 | 2022/2023 | Sjoerd den Hertog | Harm Visser  | Luc ter Haar       |
| 2 | 2023/2024 | Tjerk de Boer     | Robert Post  | Jeroen Janissen    |
| 3 | 2024/2025 | Sjoerd den Hertog | Luc ter Haar | Christiaan Haasjes |

### Winnaars
| Overwinningen | Schaatser         | Land      | Jaren        |
| ------------- | ----------------- | --------- | ------------ |
| 2             | Sjoerd den Hertog | Nederland | 2023 en 2025 |
| 1             | Tjerk de Boer     | Nederland | 2024         |

### Overwinningen per land
| Overwinningen | Land      |
| ------------- | --------- |
| 3             | Nederland |

## Erelijst vrouwen
| # | Jaar      | Winnaar            | Tweede             | Derde             |
| - | --------- | ------------------ | ------------------ | ----------------- |
| 1 | 2022/2023 | Ineke Dedden       | Arianna Pruisscher | Maaike Verweij    |
| 2 | 2023/2024 | Marijke Groenewoud | Irene Schouten     | Esther Kiel       |
| 3 | 2024/2025 | Marijke Groenewoud | Kim Talsma         | Veerle van Koppen |

### Winnaars
| Overwinningen | Schaatser          | Land      | Jaren        |
| ------------- | ------------------ | --------- | ------------ |
| 2             | Marijke Groenewoud | Nederland | 2024 en 2025 |
| 1             | Ineke Dedden       | Nederland | 2023         |

### Overwinningen per land
| Overwinningen | Land      |
| ------------- | --------- |
| 3             | Nederland |

2023 · 
2024 · 
2025 ·